# Pay as you drive
Pay As You Drive (PAYD, tlw. auch „Pay How You Drive“) ist eine spezielle Autoversicherung, bei der die Prämienhöhe aus der Art und Weise der Fahrzeugnutzung errechnet wird.
Die gefahrenen Kilometer sowie die Fahrweise (z. B. Einhaltung von Geschwindigkeitsbegrenzungen) werden im Fahrzeug technisch dokumentiert und zur Auswertung an den Versicherer übermittelt. Dabei gibt es theoretisch drei Varianten der Datenverarbeitung:
- Die Rohdaten werden an den Versicherer übermittelt, der die Daten selbst auswertet
- Die Rohdaten werden an einen Dienstleister übermittelt, der für den Versicherer die Daten auswertet
- Die Rohdaten werden direkt im Fahrzeug ausgewertet und an den Versicherer übermittelt

Nach dem zweiten und dritten Konzept hat der Versicherer also keinen Zugriff auf die Rohdaten und kann damit keine Bewegungsprofile des Versicherungsnehmers bzw. des Fahrers erstellen. In der Praxis kommt bislang fast immer die zweite Variante zum Einsatz. Dabei handelt es sich jedoch genau genommen um keine „richtigen“ Pay As You Drive-Tarife, sondern um klassische Tarife mit einer Telematik-Rabattoption. Dieser beläuft sich zurzeit auf bis zu 40 % der regulären Prämie.

## Vorzüge gegenüber traditionellen Versicherungsarten
Versicherungen und Hersteller von Pay As You Drive-Systemen verweisen darauf, dass individuelles Fahrverhalten sich nicht erst im Laufe von Jahren auf die Höhe der Versicherungsprämie auswirkt, sondern unmittelbar. Neben einer höheren Gerechtigkeit ergebe sich hierdurch auch eine höhere Motivation zu regelkonformem Fahrverhalten – sofern regelkonformes Fahrverhalten in einer konkreten Ausgestaltung des Systems belohnt wird. Im Verkehrsgesamtsystem würde es auf diese Weise zu einer Erhöhung der Sicherheit kommen.
Besondere Auswirkungen ergäben sich bei einer massenhaften Einführung des Systems vermutlich in der Gruppe der Fahranfänger, in der die Fahrweisen und Bereitschaft Gefahren einzugehen am weitesten gefächert sind.
Einige PAYD-Systeme erfordern den Einbau eines GPS-Empfängers. Mit diesem könnte ein Fahrzeug bei einer Panne, einem Unfall oder im Falle eines Diebstahles auch lokalisiert werden. Die Möglichkeit zur Lokalisation birgt wiederum das Risiko des Missbrauchs – siehe Kritik.

## Kritik
In der Diskussion um Datenschutz und Datenmissbrauch gibt es die These, dass einmal erhobene Daten immer der Gefahr des Missbrauchs ausgesetzt sind und Missbrauch nur durch Nicht-Erhebung ausgeschlossen werden kann. Aus dieser Grundüberzeugung heraus und dem Schadenspotential, das ein denkbarer Missbrauch der detaillierten Rohdaten birgt, erhielt im Jahre 2007 ein Hersteller eines Pay As You Drive-Systems einen Big Brother Award.
Im Detail wird befürchtet, dass durch den möglichen finanziellen Vorteil für Teilnehmer am System, aus der freiwilligen Teilnahme auf Dauer faktisch eine erzwungene wird, insbesondere bei insgesamt steigenden Prämien (sog. ökonomischer Zwang). Die Gewöhnung an ein permanentes Überwachtsein sei nicht förderlich für ein freiheitlich-selbstbewusstes Bürgerbewusstsein.
Darüber hinaus besteht ein Überwachungsrisiko, wenn Versicherungsnehmer und Fahrzeugnutzer voneinander abweichen. Dies gilt insbesondere bei dienstlicher Fahrzeugnutzung, wie etwa bei Außendienstmitarbeitern.
Auch die Benachteiligung verschiedener Menschengruppen wird problematisch gesehen. Beispielsweise könnten Schichtarbeiter Punktabzüge für, im Vergleich zu Tagfahrten, unsicherer bewertete Nachtfahrten erhalten. 
Die Bundestagsfraktion der FDP stellt am 4. März 2009 eine Kleine Anfrage an die Bundesregierung zum „Pay-as-you-drive‘-Prämiensystem mittels einer Telematikbox (elektronisches Fahrtenbuch), das gegenwärtig einige Kraftfahrzeugversicherer erproben“. Die Fragen zielen dabei insbesondere auf den Datenschutz, eine mögliche Überwachung und wie diese verhindert werden kann ab, da „fortlaufend Informationen via Satellit in ein Rechenzentrum übermittelt und ein Protokoll darüber erstellt wird, wo, wann und wie der Versicherungsnehmer fährt“. In ihrer Antwort verweist die Bundesregierung im Wesentlichen auf den privatrechtlichen Charakter solcher Versicherungsverträge.